# Table de symboles mathématiques
Cette page contient des caractères spéciaux ou non latins. S’ils s’affichent mal (▯, ?, etc.), consultez la page d’aide Unicode.
Les mathématiques créent et utilisent de nombreux symboles, dont les plus courants sont présentés ci-dessous en fonction de leur apparence, avec leurs codages, noms et usages.
Les symboles dérivés d'une lettre sont présentés dans la table des symboles littéraux en mathématiques.

## Anses
| Nom                                          | Unicode | Unicode    | HTML               | LaTeX                                     | LaTeX                | Usages                         |
| -------------------------------------------- | ------- | ---------- | ------------------ | ----------------------------------------- | -------------------- | ------------------------------ |
| complément                                   | ∁       | 2201       |                    | {\displaystyle \complement }              | \complement          | complémentaire                 |
| intersection (ou cap)                        | ∩, ⋂    | 2229, 22C2 | &cap;              | {\displaystyle \cap ,\bigcap }            | \cap, \bigcap        | intersection, cap-produit      |
| fourche                                      | ⋔       | 22D4       |                    | {\displaystyle \pitchfork }               | \pitchfork           | intersection transverse        |
| union                                        | ∪, ⋃    | 222A, 22C3 | &cup;              | {\displaystyle \cup ,\bigcup }            | \cup, \bigcup        | réunion                        |
|                                              | ⊂ ⊆     | 2282 2286  | nobr\|&sub; &sube; | {\displaystyle \subset ,\subseteq }       | \subset, \subseteq   | inclusion, implication logique |
|                                              | ⊃ ⊇     | 2283 2287  | &sup; &supe;       | {\displaystyle \supset ,\supseteq }       | \supset, \supseteq   | inclusion, implication logique |
|                                              | ⊄ ⊈     | 2284 2288  | &nsub;             | {\displaystyle \not \subset ,\subsetneq } | \nsubset, \subsetneq | inclusion, implication logique |
|                                              | ⊅ ⊉     | 2285 2289  |                    | {\displaystyle \not \supset ,\supsetneq } | \nsupset, \supsetneq | inclusion, implication logique |
| appartient à (est un élément de)             | ∈       | 2208       | &isin;             | {\displaystyle \in }                      | \in                  | appartenance                   |
| n'appartient pas à (n'est pas un élément de) | ∉       | 2209       | &notin;            | {\displaystyle \notin }                   | \notin               | appartenance                   |
| contient comme élément                       | ∋       | 220B       | &ni;               | {\displaystyle \ni }                      | \ni ou \owns         | appartenance                   |
| ne contient pas comme élément                | ∌       | 220C       | &notni;            | {\displaystyle \not \ni }                 | \notni ou \not\owns  | appartenance                   |
|                                              | ⌢       | 2322       |                    | {\displaystyle \frown }                   | \frown               | cap-produit                    |
|                                              | ⌣       | 2323       |                    | {\displaystyle \smile }                   | \smile               | cup-produit                    |

## Barres et tirets
| Nom                                                   | Unicode                           | Unicode          | HTML     | LaTeX                                                                                     | LaTeX                                 | Usages |
| ----------------------------------------------------- | --------------------------------- | ---------------- | -------- | ----------------------------------------------------------------------------------------- | ------------------------------------- | --- |
| barre verticale                                       | \|                                | 007C             |          | {\displaystyle \|}                                                                        | \| ou \vert \lvert et \rvert          | valeur absolue, module d'un nombre complexe, déterminant, cardinal d'un ensemble, tel que, sachant que                        |
| barre de divisibilité                                 | ∣ ∤                               | 2223 2224        |          | {\displaystyle {\begin{array}{c}\mid \\\nmid \end{array}}}                                | \mid ou \vert \nmid                   | divisibilité, restriction de fonction, définition d'ensemble par compréhension, probabilité conditionnelle                    |
| barres verticales doubles                             | ∥                                 | 2016             |          | {\displaystyle \Vert }                                                                    | \\| ou \Vert \lVert et \rVert         | norme d'un vecteur |
| parallèle                                             | ∥ ∦                               | 2225 2226        |          | {\displaystyle {\begin{array}{c}\parallel \\\nparallel \end{array}}}                      | \parallel \nparallel                  | parallélisme |
| barre oblique                                         | /                                 | 002F             |          | {\displaystyle /}                                                                         | / ou \slash                           | division, définition d'ensemble par compréhension, ensemble quotient                                                          |
| barre oblique de division                             | ∕                                 | 2215             |          | {\displaystyle /}                                                                         | /                                     | division |
| barre de fraction                                     | ⁄                                 | 2044             | &frasl;  | {\displaystyle /}                                                                         | /                                     | fraction |
| barre oblique inversée                                | \                                 | 005C             |          | {\displaystyle \backslash }                                                               | \backslash                            | quotient de groupe par une action à gauche                                                                                    |
| différence d'ensembles                                | ∖                                 | 2216             |          | {\displaystyle \setminus }                                                                | \setminus                             | différence ensembliste |
| moins                                                 | −                                 | 2212             | &minus;  | {\displaystyle -}                                                                         | -                                     | soustraction, changement de signe, différence ensembliste en exposant ou en indice : partie négative d'un ensemble de nombres |
| obélus                                                | ÷                                 | 00F7             | &divide; | {\displaystyle \div }                                                                     | \div                                  | division |
| filet horizontal                                      |                                   |                  |          | {\displaystyle {\frac {\quad }{\quad }}}                                                  | \frac                                 | barre de fraction |
| égal                                                  | =                                 | 003D             |          | {\displaystyle =}                                                                         | =                                     | égalité, définition, affectation                                                                                              |
| inégale                                               | ≠                                 | 2260             | &ne;     | {\displaystyle \neq }                                                                     | \neq                                  | inégalité |
| égal par définition, deux-points égal, delta sur égal | ≝, ≔, {\displaystyle \triangleq } | 225D, 2254, 225C |          | {\displaystyle {\overset {\rm {def}}{=}}},{\displaystyle :=}, {\displaystyle \triangleq } | \overset{\rm def}{=} ,:= , \triangleq | définition, affectation |
| identique à                                           | ≡                                 | 2261             | &equiv;  | {\displaystyle \equiv }                                                                   | \equiv                                | congruence, identité |

## Boucles
| Nom                            | Unicode | Unicode | HTML      | LaTeX                     | LaTeX    | Usages                                   |
| ------------------------------ | ------- | ------- | --------- | ------------------------- | -------- | ---------------------------------------- |
| d rond                         | ∂       | 2202    | &partial; | {\displaystyle \partial } | \partial | dérivée partielle, complexe différentiel |
|                                | ∝       | 221D    | &prop;    | {\displaystyle \propto }  | \propto  | proportionnalité                         |
| symbole infini (ou lemniscate) | ∞       | 221E    | &infin;   | {\displaystyle \infty }   | \infty   | infini                                   |

## Cercles et symboles cerclés
| Nom                  | Unicode | Unicode   | HTML     | LaTeX                                         | LaTeX                    | Usages                               |
| -------------------- | ------- | --------- | -------- | --------------------------------------------- | ------------------------ | ------------------------------------ |
| o barré              | ∅       | 2205      | &empty;  | {\displaystyle \emptyset ,\quad \varnothing } | \emptyset ou \varnothing | ensemble vide ; aussi diamètre       |
| rond                 | ∘       | 2218      |          | {\displaystyle \circ }                        | \circ                    | composition de fonctions             |
| plus cerclé          | ⊕, ⨁    | 2295 2A01 | &oplus;  | {\displaystyle \oplus ,\bigoplus }            | \oplus, \bigoplus        | somme directe, différence symétrique |
| multiplié par cerclé | ⊗, ⨂    | 2297 2A02 | &otimes; | {\displaystyle \otimes ,\bigotimes }          | \otimes, \bigotimes      | produit tensoriel                    |

## Chevrons et angles
| Nom                                             | Unicode   | Unicode               | HTML          | LaTeX                                                                           | LaTeX                         | Usages                                                                                            |
| ----------------------------------------------- | --------- | --------------------- | ------------- | ------------------------------------------------------------------------------- | ----------------------------- | ------------------------------------------------------------------------------------------------- |
| symbole radical                                 | √         | 221A                  | &radic;       | {\displaystyle \surd }                                                          | \sqrt ou \surd                | racine carrée                                                                                     |
| strictement inférieur à strictement supérieur à | < >       | 003C 003E             | &lt; &gt;     | {\displaystyle {\begin{array}{l}<\\>\end{array}}}                               | \lt ou < \gt ou >             | comparaison pour un ordre strict, sous-groupe                                                     |
| inférieur à supérieur à                         | ≤, ⩽ ≥, ⩾ | 2264, 2A7D 2265, 2A7E | &le; &ge;     | {\displaystyle {\begin{array}{l}\leq ,\leqslant \\\geq ,\geqslant \end{array}}} | \le, \leqslant \ge, \geqslant | comparaison pour un ordre large                                                                   |
|                                                 | ≺ ≻       | 227A 227B             |               | {\displaystyle {\begin{array}{c}\prec \\\succ \end{array}}}                     | \prec \succ                   | prédécesseur et successeur dans une suite                                                         |
|                                                 | ≪ ≫       | 226A 226B             |               | {\displaystyle {\begin{array}{c}<\!\!<\\>\!\!>\end{array}}}                     | \ll \gg                       | négligeabilité ou prépondérance entre valeurs numériques, absolue continuité d’une mesure         |
| chevrons                                        | ⟨ ⟩       | 27E8 27E9             | &lang; &rang; | {\displaystyle \langle \quad \rangle }                                          | \langle, \rangle              | sous-espace engendré, espace de polynômes à indéterminées non commutatives, produit scalaire      |
| ET logique                                      | ∧ ⋀       | 2227 22C0             | &and;         | {\displaystyle {\begin{array}{c}\wedge \\\bigwedge \end{array}}}                | \land \wedge \bigwedge        | conjonction logique, PGCD, smash-produit, produit extérieur algèbre extérieure, produit vectoriel |
| OU logique                                      | ∨ ⋁       | 2228 22C1             | &or;          | {\displaystyle {\begin{array}{c}\vee \\\bigvee \end{array}}}                    | \lor \vee \bigvee             | disjonction logique, PPCM, bouquet                                                                |
| Pour tout/Quel que soit                         | ∀         | 2200                  | &forall;      | {\displaystyle \forall }                                                        | \forall                       | quantificateur universel « pour tout »                                                            |

## Croisements et symboles en traits droits
| Nom                     | Unicode | Unicode    | HTML     | LaTeX                             | LaTeX            | Usages |
| ----------------------- | ------- | ---------- | -------- | --------------------------------- | ---------------- | --- |
| plus                    | +       | 002B       | &plus;   | {\displaystyle +}                 | +                | addition en exposant ou en indice : partie positive d'un ensemble de nombres                                  |
| croix de multiplication | ×       | 00D7       | &times;  | {\displaystyle \times }           | \times           | multiplication, produit cartésien, parfois produit vectoriel en exposant : groupe des inversibles d'un anneau |
| astérisque              | ∗       | 2217       | &lowast; | {\displaystyle *}                 | *                | produit de convolution, privé de zéro dans un ensemble                                                        |
| il existe               | ∃       | 2203       | &exist;  | {\displaystyle \exists }          | \exists          | quantificateur d'existence                                                                                    |
| il n'existe pas         | ∄       | 2204       | &nexist; | {\displaystyle \nexists }         | \nexists         | quantificateur d'inexistence                                                                                  |
|                         | ¬       | 00AC       | &not;    | {\displaystyle \lnot }            | \lnot            | négation logique                                                                                              |
|                         | ⊥       | 22A5       |          | {\displaystyle \bot }             | \bot             | absurde |
|                         | ⊥       | 27C2       | &perp;   | {\displaystyle \perp }            | \perp            | orthogonalité                                                                                                 |
|                         | ⊤       | 22A4       |          | {\displaystyle \top }             | \top             | vrai en exposant : matrice transposée                                                                         |
| taquet                  | ⊢       | 22A2       |          | {\displaystyle \vdash }           | \vdash           | partition d'un entier, déduction syntaxique                                                                   |
| croisillon              | #       | 0023       |          | {\displaystyle \#}                | \#               | cardinal d'un ensemble, somme connexe de variétés, primorielle                                                |
| symbole somme           | ∑       | 2211       | &sum;    | {\displaystyle \sum }             | \sum             | somme |
| symbole produit         | ∏       | 220F       | &prod;   | {\displaystyle \prod }            | \prod            | produit |
| symbole coproduit       | ∐       | 2210       |          | {\displaystyle \coprod }          | \coprod          | coproduit |
| produit semi-direct     | ⋉, ⋊    | 22C9, 22CA |          | {\displaystyle \ltimes ,\rtimes } | \ltimes, \rtimes | produit semi-direct                                                                                           |

## Flèches
Certaines flèches en LaTeX peuvent être rallongées en préfixant le nom de la commande par long (avec une majuscule le cas échéant).
| Nom                                                 | Unicode   | Unicode                 | HTML          | LaTeX                                                                  | LaTeX                         | Usages                                               |
| --------------------------------------------------- | --------- | ----------------------- | ------------- | ---------------------------------------------------------------------- | ----------------------------- | ---------------------------------------------------- |
| (longue) flèche vers la droite (ou vers la gauche), | →, ⟶ ←, ⟵ | 2192 , 27F6 2190 , 27F5 | &rarr; &larr; | {\displaystyle {\begin{array}{l}\to \\\leftarrow \end{array}}}         | \to ou \rightarrow \leftarrow | application, limite                                  |
| diacritique flèche vers la droite en chef           | ◌⃗         | 20D7                    |               | {\displaystyle {\vec {\ }},{\overrightarrow {\quad }}}                 | \vec ou \overrightarrow       | vecteur                                              |
| (longue) flèche d'un taquet vers la droite,         | ↦, ⟼      | 21A6 , 27FC             |               | {\displaystyle \mapsto }                                               | \mapsto                       | application                                          |
| double flèche vers la droite (ou vers la gauche)    | ⇒ ⇐       | 21D2 21D0               | &rArr; &lArr; | {\displaystyle {\begin{array}{l}\Rightarrow \\\Leftarrow \end{array}}} | \Rightarrow \Leftarrow        | implication                                          |
| (longue) double flèche bilatérale,                  | ⇔, ⟺      | 21D4, 27FA              | &hArr;        | {\displaystyle \Leftrightarrow ,\iff }                                 | \Leftrightarrow ou \iff       | équivalence logique                                  |
| flèche vers la droite avec crochet                  | ↪         | 21AA                    |               | {\displaystyle \hookrightarrow }                                       | \hookrightarrow               | injection, plongement, suivre une loi de probabilité |
| flèche vers la droite avec boucle                   | ↬         | 21AC                    |               | {\displaystyle \looparrowright }                                       | \looparrowright               | immersion                                            |
| flèche vers la droite à deux pointes                | ↠         | 21A0                    |               | {\displaystyle \twoheadrightarrow }                                    | \twoheadrightarrow            | surjection                                           |
| flèche nord-est                                     | ↗         | 2197                    |               | {\displaystyle \nearrow }                                              | \nearrow                      | fonction croissante                                  |
| flèche sud-est                                      | ↘         | 2198                    |               | {\displaystyle \searrow }                                              | \searrow                      | fonction décroissante                                |
| flèche vers la droite ondulée                       | ↝         | 219D                    |               | {\displaystyle }                                                       | \leadsto                      | loi de probabilité                                   |
| flèche semi-circulaire en sens négatif en chef      | ↷         | 21B7                    |               | {\displaystyle \curvearrowright }                                      | \curvearrowright              | action de groupe                                     |

## Ondulations
| Nom                    | Unicode | Unicode   | HTML    | LaTeX                            | LaTeX          | Usages                                                                         |
| ---------------------- | ------- | --------- | ------- | -------------------------------- | -------------- | ------------------------------------------------------------------------------ |
| tilde                  | ∼       | 223C      | &sim;   | {\displaystyle \sim }            | \sim           | approximation, équivalent, négation logique, équivalence en loi de probabilité |
| presque égal           | ≈       | 2248      | &asymp; | {\displaystyle \approx }         | \approx        | approximation                                                                  |
| asymptotiquement égal  | ≃       | 2243      |         | {\displaystyle \simeq }          | \simeq         | approximation, équivalence d'homotopie                                         |
| approximativement égal | ≅       | 2245      | &cong;  | {\displaystyle \cong }           | \cong          | isomorphisme                                                                   |
| produit en couronne    | ≀       | 2240      |         | {\displaystyle \wr }             | \wr            | produit en couronne                                                            |
| signe intégral         | ∫       | 222B      | &int;   | {\displaystyle \int }            | \int           | intégrale                                                                      |
|                        | ∬ ∭     | 222C 222D |         | {\displaystyle \iint ,\iiint }   | \iint \iiint   | intégrale multiple                                                             |
| intégrale cerclée      | ∮       | 222E      |         | {\displaystyle \oint }           | \oint          | intégrale de flux                                                              |
|                        | ∯ ∰     | 222F 2230 |         | {\displaystyle \oiint ,\oiiint } | \oiint \oiiint | intégrale multiple de flux                                                     |

## Parenthèses, crochets et accolades
| Nom                                        | Unicode | Unicode    | HTML                 | LaTeX                                  | LaTeX                                 | Usages |
| ------------------------------------------ | ------- | ---------- | -------------------- | -------------------------------------- | ------------------------------------- | --- |
| parenthèse (gauche, droite)                | ( et )  | 0028, 0029 |                      | {\displaystyle (\quad )}               |                                       | parenthésage, argument de fonction, droite et demi-droite, coefficient binomial, produit scalaire, matrices, symbole de Legendre |
| crochet (gauche, droit)                    | [ et ]  | 005B, 005D |                      | {\displaystyle [\quad ]}               |                                       | segment et demi-droite, intervalle, partie entière, matrices, espace de polynômes, classe d'équivalence, point projectif, modulo, commutateur dans un groupe ou dans un anneau, crochet de Lie, degré d'une extension de corps, indice d'un sous-groupe, produit mixte |
| accolade (gauche, droite)                  | { et }  | 007B, 007D |                      | {\displaystyle \{\quad \}}             | \{ et \}                              | ensemble, système, partie fractionnaire, nombre de Stirling, crochet de Poisson |
| crochet mathématique blanc (gauche, droit) | ⟦ et ⟧  | 27E6, 27E7 |                      | {\displaystyle [\![\quad ]\!]}         | [\![ et ]\!] \llbracket et \rrbracket | intervalle d'entiers |
| plancher (à gauche, à droite)              | ⌊ et ⌋  | 230A, 230B | &lfloor; et &rfloor; | {\displaystyle \lfloor \quad \rfloor } | \lfloor et \rfloor                    | partie entière inférieure |
| plafond (à gauche, à droite)               | ⌈ et ⌉  | 2308, 2309 | &lceil; et &rceil;   | {\displaystyle \lceil \quad \rceil }   | \lceil et \rceil                      | partie entière supérieure |

Les délimiteurs peuvent être agrandis avec LaTeX à l'aide des commandes préfixes \big, \Big, \bigg, \Bigg…
ou adaptés à la hauteur du contenu délimité à l'aide des préfixes \left et \right.

## Polygones
| Nom                        | Unicode | Unicode               | HTML    | LaTeX | LaTeX                                                                 | Usages                                           |
| -------------------------- | ------- | --------------------- | ------- | --- | --------------------------------------------------------------------- | ------------------------------------------------ |
| incrément                  | ∆       | 2206                  | &#916;  | {\displaystyle \Delta }                                                                                               | \Delta                                                                | différence symétrique, discriminant, laplacien   |
| nabla                      | ∇       | 2207                  | &nabla; | {\displaystyle \nabla }                                                                                               | \nabla                                                                | gradient, rotationnel                            |
| sous-groupe normal         | ⊳,⊵ ⊲,⊴ | 22B3, 22B5 22B2, 22B4 |         | {\displaystyle {\begin{array}{c}\vartriangleright ,\trianglerighteq \\\vartriangleleft ,\trianglelefteq \end{array}}} | \vartriangleright, \trianglerighteq \vartriangleleft, \trianglelefteq | sous-groupe normal                               |
| carré                      | □       | 25A1                  |         | {\displaystyle \Box }                                                                                                 | \Box                                                                  | d'alembertien, nécessité en logique modale, CQFD |
| ce qu'il fallait démontrer | ∎       | 220E                  |         | {\displaystyle \blacksquare }                                                                                         | \blacksquare                                                          | CQFD                                             |
| losange                    | ◊       | 25CA                  | &loz;   | {\displaystyle \Diamond }                                                                                             | \Diamond                                                              | possibilité en logique modale                    |

## Ponctuation et diacritiques
| Nom                    | Unicode | Unicode          | HTML               | LaTeX                                                    | LaTeX             | Usages                                                                 |
| ---------------------- | ------- | ---------------- | ------------------ | -------------------------------------------------------- | ----------------- | ---------------------------------------------------------------------- |
| prime                  | ′       | 2032             | &prime;            | {\displaystyle ',\prime }                                | ', \prime         | dérivée (première), dual topologique                                   |
| accent circonflexe     | ^, ˆ, ◌̂ | 005E, 02C6, 0302 |                    | {\displaystyle {\hat {}}}, {\displaystyle {\widehat {}}} | \hat, \widehat    | angle géométrique, exclusion d'une liste, dual, estimateur statistique |
| macron                 | ¯, ˉ, ◌̄ | 00AF, 02C9, 0304 |                    | {\displaystyle {\bar {\ }}}                              | \bar{}            |                                                                        |
| surlignement           | ‾, ◌̅    | 203E, 0305       |                    | {\displaystyle {\overline {\ }}}                         | \overline{}       | complémentaire, moyenne, conjugué, adhérence, clôture algébrique       |
| rond en chef           | ˚, ◌̊    | 02DA, 030A       |                    | {\displaystyle {\overset {\circ }{}}}                    | \overset{\circ}{} | intérieur                                                              |
| point d'exclamation    | !       | 0021             |                    | {\displaystyle !}                                        | !                 | factorielle, négation logique                                          |
| point médian           | ·       | 22C5             | &middot; ou &sdot; | {\displaystyle \cdot }                                   | \cdot             | produit scalaire, produit matriciel de Hadamard                        |
| par conséquent         | ∴       | 2234             |                    | {\displaystyle \therefore }                              | \therefore        | par conséquent                                                         |
| parce que              | ∵       | 2235             |                    | {\displaystyle \because }                                | \because          | cause                                                                  |
| points de suspension   | …       | 2026             | &hellip;           | {\displaystyle \dots }                                   | \dots             | ellipse                                                                |
| trois points suspendus | ⋮       | 22EE             |                    | {\displaystyle \vdots }                                  | \vdots            | ellipse                                                                |
| trois points médians   | ⋯       | 22EF             |                    | {\displaystyle \cdots }                                  | \cdots            | ellipse                                                                |
| trois points diagonaux | ⋰, ⋱    | 22F0, 22F1       |                    | {\displaystyle \ddots ,iddots}                           | \ddots, \iddots   | ellipse                                                                |

## Plages d'Unicode
D'autres symboles sont définis par Unicode dans les plages suivantes :
| Plage         | Nom officiel du bloc                                      |
| ------------- | --------------------------------------------------------- |
| 2000 – 206F   | Ponctuation générale                                      |
| 2070 – 209F   | Exposants et indices                                      |
| 20D0 – 20FF   | Signes combinatoires pour symboles                        |
| 2150 – 218F   | Formes numérales                                          |
| 2190 – 21FF   | Flèches                                                   |
| 2200 – 22FF   | Opérateurs mathématiques                                  |
| 2300 – 23FF   | Signes techniques divers (2336 – 237A = symboles APL)     |
| 25A0 – 25FF   | Formes géométriques                                       |
| 2600 – 26FF   | Symboles divers                                           |
| 2700 – 27BF   | Casseau                                                   |
| 27C0 – 27EF   | Divers symboles mathématiques - A                         |
| 27F0 – 27FF   | Supplément A de flèches                                   |
| 2900 – 297F   | Supplément B de flèches                                   |
| 2980 – 29FF   | Divers symboles mathématiques-B                           |
| 2A00 – 2AFF   | Opérateurs mathématiques supplémentaires                  |
| 2B00 – 2BFF   | Divers symboles et flèches                                |
| 3000 – 303F   | Symboles et ponctuation Chinois, japonais et coréen (CJC) |
| 10100 – 1013F | Nombres égéens                                            |
| 1D400 – 1D7FF | Symboles mathématiques alphanumériques                    |